# هوزنا
هوزنا (به آلمانی: Hosena) یک منطقهٔ مسکونی در آلمان است که در زنفتنبرگ واقع شده‌است. هوزنا ۱٬۷۰۵ نفر جمعیت دارد.